# Sandra Hansson
Sandra Hansson (* 2. April 1980 in Bäckefors) ist eine ehemalige schwedische Skilangläuferin. Sie gehörte dem schwedischen Klub Uddevalla IS und dem norwegischen Strindheim IL an.

## Leben
Hansson wuchs in Bäckefors in Dalsland auf, wo Sport immer zu ihrem Leben gehörte. Neben dem Skilaufen war sie in verschiedenen Sportarten aktiv. Als 16-Jährige entschied sie sich, nach Torsby an die Sportschule für Skilanglauf (Riksskidgymnasium) zu gehen, während ihr auch die Sportschule für Leichtathletik in Karlstad offenstand. Sportliche Erfolge stellten sich ein. 2000 siegte sie mit der schwedischen Staffel bei den Juniorskiweltmeisterschaften in Štrbské Pleso. Zudem erkämpfte sie 18 Medaillen bei schwedischen Meisterschaften im Skilanglauf, Rollski, Geländelauf und in der Leichtathletik.
2001 erkrankte sie an einem Reizdarmsyndrom und war gezwungen, den Leistungssport aufzugeben. Sie studierte Ökonomie und arbeitete als Immobilienmaklerin und Bankangestellte. Sandra Hansson nahm wieder ein intensives Training auf und lief beim Wasalauf 2007 auf den vierten Platz. Den Sieg beim Wasalauf konnte sie sich in den beiden darauffolgenden Jahren (2008, 2009) holen. Auch beim Isergebirgslauf (2010, 2011), König-Ludwig-Lauf (2011), Tartu Maraton (2009, 2010, 2011, 2013) und Finlandia-hiihto (2011) konnte sie Siege erringen.
Die Gesamtwertung des FIS Skilanglauf-Marathon-Cups gewann sie in der Saison 2010/2011.

## Erfolge

### Siege bei Worldloppet-Cup-Rennen
Anmerkung: Vor der Saison 2015/16 hieß der Worldloppet Cup noch Marathon Cup.
| Nr. | Datum            | Ort          | Rennen            | Disziplin                     |
| --- | ---------------- | ------------ | ----------------- | ----------------------------- |
| 1.  | 2. März 2008     | Sälen–Mora   | Wasalauf          | 90 km klassisch Massenstart   |
| 2.  | 15. Februar 2009 | Otepää       | Tartu Maraton     | 63 km klassisch Massenstart   |
| 3.  | 1. März 2009     | Sälen–Mora   | Wasalauf          | 90 km klassisch Massenstart   |
| 4.  | 10. Januar 2010  | Bedřichov    | Isergebirgslauf   | 50 km klassisch Massenstart   |
| 5.  | 21. Februar 2010 | Otepää       | Tartu Maraton     | 63 km klassisch Massenstart   |
| 6.  | 9. Januar 2011   | Bedřichov    | Isergebirgslauf   | 50 km klassisch Massenstart 1 |
| 7.  | 6. Februar 2011  | Oberammergau | König-Ludwig-Lauf | 50 km klassisch Massenstart 1 |
| 8.  | 20. Februar 2011 | Otepää       | Tartu Maraton     | 63 km klassisch Massenstart   |
| 9.  | 26. Februar 2011 | Lahti        | Finlandia-hiihto  | 63 km klassisch Massenstart   |
| 10. | 17. Februar 2013 | Otepää       | Tartu Maraton     | 63 km klassisch Massenstart   |

### Siege bei  Ski-Classics-Rennen
| Nr. | Datum           | Ort          | Rennen            | Disziplin                     |
| --- | --------------- | ------------ | ----------------- | ----------------------------- |
| 1.  | 9. Januar 2011  | Bedřichov    | Isergebirgslauf   | 50 km klassisch Massenstart 2 |
| 2.  | 6. Februar 2011 | Oberammergau | König-Ludwig-Lauf | 50 km klassisch Massenstart 2 |

### Siege im Rollerski-Weltcup
| Nr. | Datum         | Ort           | Disziplin               |
| --- | ------------- | ------------- | ----------------------- |
| 1.  | 20. Juli 2012 | Bad Peterstal | 7 km Berglauf klassisch |

## Marathon-Cup-Gesamtplatzierungen
| Saison  | Punkte | Platz |
| ------- | ------ | ----- |
| 2006/07 | 50     | 9.    |
| 2007/08 | 100    | 8.    |
| 2008/09 | 360    | 2.    |
| 2009/10 | 360    | 3.    |
| 2010/11 | 557    | 1.    |
| 2011/12 | –      | –     |
| 2012/13 | 150    | 9     |